# Eduardo García-Mansilla
Eduardo García-Mansilla (Washington D. C., 7 de enero de 1871 - París, 7 de mayo de 1930) fue un diplomático y músico argentino.

## Biografía

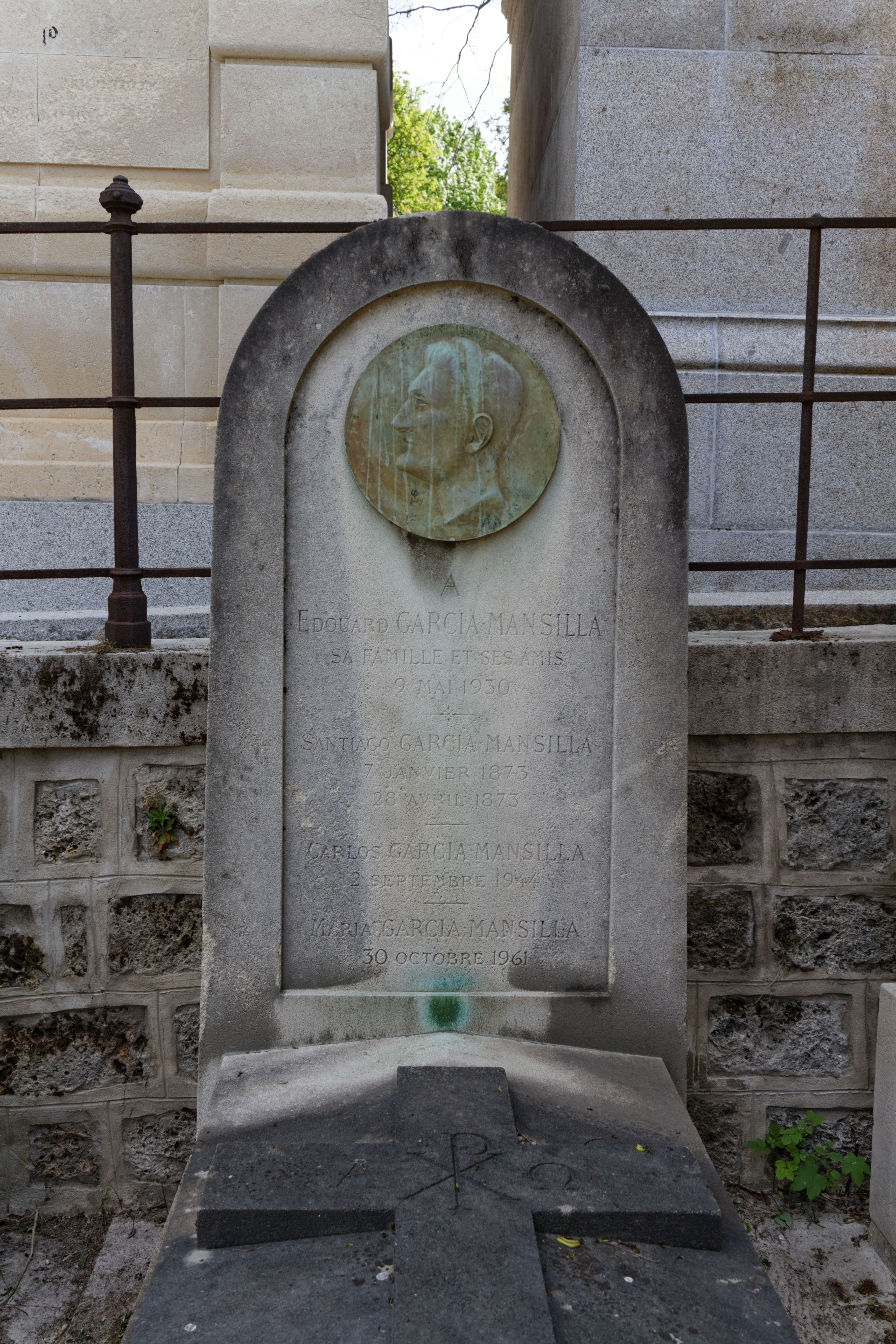
Tumba de García-Mansilla en el Cementerio del Père-Lachaise

Nació en la Legación Argentina en Washington D. C., el 7 de enero de 1871.
Hijo de Manuel Rafael García Aguirre y Eduarda Mansilla, diplomático de carrera, tuvo también una gran vocación musical y artística.
Vivió sus primeros años de vida, en Washington. En el año 1873, su padre fue trasladado a Europa. Comenzó sus primeros estudios en París y posteriormente inició la escuela primaria en Amiens, en la Picardía francesa.
En 1878, su familia se trasladó a Vannes, en la Bretaña, donde fue inscripto como pupilos en el Colegio San Francisco Javier, junto a sus hermanos, Rafael, Daniel y Carlos García-Mansilla.
Desde niño, demostró especiales condiciones para la música y el canto. Aprendió a tocar el violín en Amiens, pero fue en Vannes, en el colegio jesuita, donde se inició formalmente en su formación musical. Se perfeccionó en París, donde frecuentaron, con su hermano Daniel García-Mansilla, a Jules Massenet y a partir de allí su carrera como músico fue superándose día a día.
En 1888 ingresó al cuerpo diplomático como agregado a la embajada argentina ante el Imperio austrohúngaro, en Viena, cumpliendo desde entonces una dilatada carrera en diversos destinos, destacando San Petersburgo, capital entonces del Imperio ruso, donde estuvo destinado como Encargado de Negocios durante diez años.
Fue una personalidad destacadísima en el mundo de la cultura, un músico y compositor cuyas obras se representaron en los principales teatros de Europa. Es justo recordar, además de su pieza lírica La angelical Manuelita, inspirada en la vida de su tía abuela Manuelita Rosas, estrenada en Buenos Aires en 1917, la ópera Iván, estrenada en San Petersburgo en homenaje al zar Nicolás II, y su Himno al 25 de mayo, para coro y orquesta, que dedicó al general Bartolomé Mitre. 
Es autor también de varias sinfonías, como "Chant Ivernal" ("Canto invernal"); una fuga en tres voces a capela; fugas para piano, melodías para canto, etcétera.
Falleció en París el 7 de mayo de 1930 y sus restos fueron inhumados, previa misa de cuerpo presente, en la iglesia de Saint Pierre, en Neuilly, cerca de París. 
Con motivo de su muerte, varios diarios de la época publicaron conceptuosas palabras sobre su vida y personalidad. El Diario de Buenos Aires, en su edición del 10 de mayo de 1930, lo recordó diciendo: 

Ha fallecido ayer en París el compositor argentino Eduardo García-Mansilla, nombre que ocupa un puesto eminente entre los precursores de nuestro arte musical, sin consideramos el momento en que fueran dadas a conocer en nuestro país sus obras teatrales “Iván” y” La Angelical Manuelita”, estrenadas con éxito en el Colón sin contar su vasta como prestigiosa producción de páginas sinfónicas, entre las cuales hay un gusto exquisito una musicalidad singular, todo un intento bien logrado para hacer arte espontáneo y sincero.
 
García-Mansilla fue un autodidacta singularmente destacado; más que al estudio, a la aplicación constante, sus obras eran el fruto de su temperamento, de su naturaleza artística. La elefancia de formas, la sencillez de procedimientos, la fluidez de su vena melódica, constituían su mejor característica. Hay páginas breves, para canto, de García-Mansilla que son de un valor inestimable, rebosante de melodías, hojas de álbum que se han popularizado en los salones europeos como aquí mismo, sin olvidar la inspirada romanza “L’ abeille” que el músico compuso durante su breve estadía en Tucumán en el año 1918.
La melodía de García-Mansilla nos lo presenta en plena posesión de su buen gusto y de su inspiración y ha tenido un éxito a lo sumo halagador.
La poesía que acompaña a la música es también de su factura y de un encanto sugerente.
El extinto tenía la virtud de la modestia, dotado de una vasta cultura general que fue refinando con el contacto diario con el mundo intelectual, por su posición de diplomático, inteligente, activo, su personalidad adquirió gran renombre en París, durante los últimos años del siglo pasado, y lo mismo debe decirse de la corte de Rusia, durante el gobierno de los últimos zares. Era García-Mansilla un “causeur” fino, ameno, interesante, un humorista, un espiritual, pues no solo dominaba el arte, la música, la poesía, la literatura, sino que hombre de erudición, vastamente preparado, solía abordar cualquier tema, con conocimientos de causa".
El extinto, nació en la legación argentina en Washington en el año 1871; joven se marchó a París donde conoció a Jules Massenet, de quien fue discípulo durante un breve período, luego en San Petersburgo trabó relación con Rimsky-Korsacoff, a quién tuvo por maestro. Pero en García-Mansilla, había un alma inquieta y llena de pasión por lo divino, había el músico nato, que sabía traducir en los sonidos, las evocaciones humanas, que sabía ser elegante, expresivo y sobre todo espontáneo.

Radicado en París, desde hace muchos años García-Mansilla, muere lejos de su patria que tanto amaba y en donde su nombre era tan querido. Su desaparición, que enluta el arte argentino, será recibida en nuestros ambientes culturales y sociales con hondo pesar.

Contrajo matrimonio en San Petersburgo con Natalia Ivanova de Ossipow, nacida en esa ciudad, hija de Ivan Petrovich, barón de Ossipoff, general del ejército imperial ruso, y de Natalia Nicolanova de Ossipoff. Tuvieron dos hijos: Danila García-Mansilla Ossipoff y Rafael García-Mansilla Ossipoff.